# Naoki Chiba
Naoki Chiba (千葉 直樹 Chiba Naoki?), född 24 juli 1977 i Miyagi prefektur, är en japansk före detta fotbollsspelare.
Chiba började sin karriär 1996 i Brummel Sendai (Vegalta Sendai). Han spelade 430 ligamatcher för klubben. Han avslutade karriären 2010.